# Kolonowskie (gmina)
Kolonowskie (niem. Gemeinde Colonnowska; 1945–1950 gmina Staniszcze Wielkie) – gmina miejsko-wiejska w województwie opolskim, w powiecie strzeleckim.
Wchodzi w skład mezoregionu Równina Opolska, należącego do makroregionu Niziny Śląskiej. W latach 1975–1998 gmina położona była w województwie opolskim. W 2006 roku w gminie wprowadzono język niemiecki jako język pomocniczy.
Siedziba gminy to Kolonowskie.
Miasto zajmuje powierzchnię 55,84 km², które zamieszkuje 3438 mieszkańców. Gęstość zaludnienia wynosi 62 mieszkańców na 1 km².
Według danych z 30 czerwca 2004 gminę zamieszkiwało 6267 osób.

## Struktura powierzchni
Według danych z roku 2002 gmina Kolonowskie ma obszar 83,61 km², w tym:
- użytki rolne: 22%
- użytki leśne: 73%

Gmina stanowi 11,23% powierzchni powiatu.

## Demografia

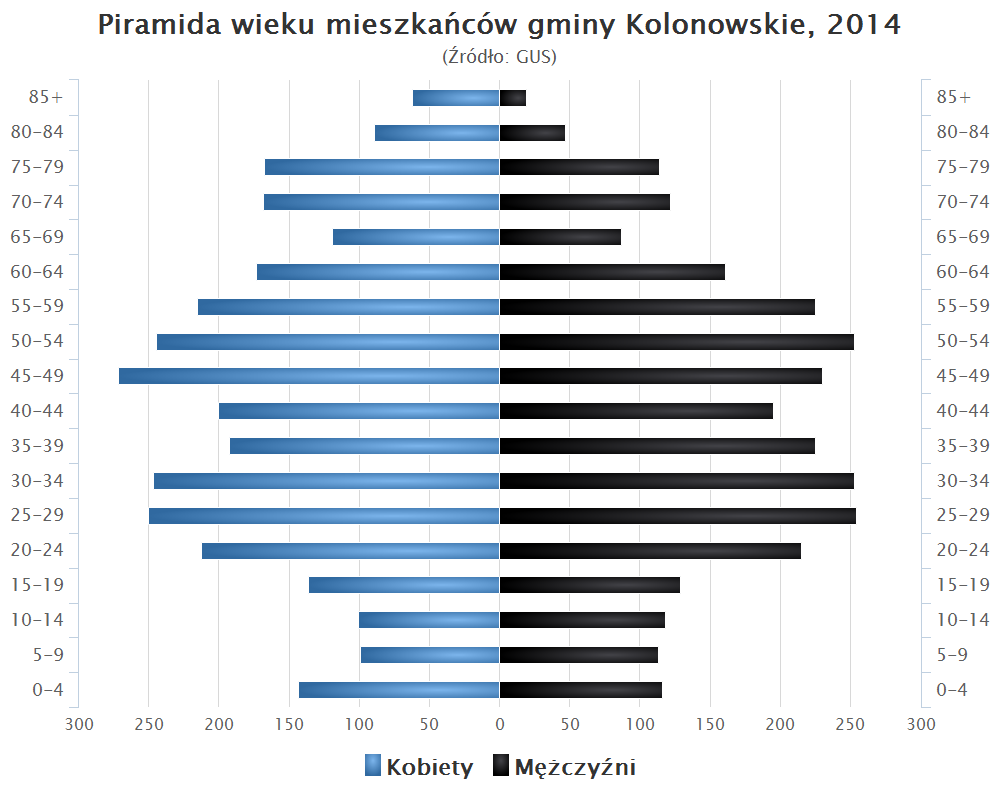
Piramida wieku mieszkańców gminy Kolonowskie w 2014 roku

Dane z 30 czerwca 2004:
| Opis                              | Ogółem | Ogółem | Kobiety | Kobiety | Mężczyźni | Mężczyźni |
| --------------------------------- | ------ | ------ | ------- | ------- | --------- | --------- |
| jednostka                         | osób   | %      | osób    | %       | osób      | %         |
| populacja                         | 6267   | 100    | 3219    | 51,4    | 3048      | 48,6      |
| gęstość zaludnienia (mieszk./km²) | 75     | 75     | 38,5    | 38,5    | 36,5      | 36,5      |

## Miejscowości
- Fosowskie (obecnie dzielnica Kolonowskiego)
- Kolonowskie
- Spórok
- Staniszcze Małe
- Staniszcze Wielkie

## Sąsiednie gminy
Dobrodzień, Jemielnica, Ozimek, Strzelce Opolskie, Zawadzkie